# Асод
Асод (мађ. Aszód) град је у крајње северној Мађарској. Асод је град у оквиру жупаније Пешта.
Град је имао 6.186 становника према подацима из 2007. године.

## Географија
Град Асод се налази у северном делу Мађарске. Град је од престонице Будимпеште удаљен око 45 километара североисточно.
Асод се налази у северном делу Панонске низије, у јужној подгорини највише планине у држави, Матре. Надморска висина места је око 140 m.

## Становништво
| 2017. |
| ----- |
| 6.129 |

## Партнерски градови
- Миеркуреа Ниражулуј